# Ingvastebo såg och kvarn

Ingvastebo såg och kvarn är ett arbetslivsmuseum i Nykil utanför Linköping. Här finns bland annat en såg och en kvarn med anor från 1800-talet. I en smedja sker tillverkning och det finns även ett kafé med bland annat försäljning av mjöl.